# História da World Wide Web

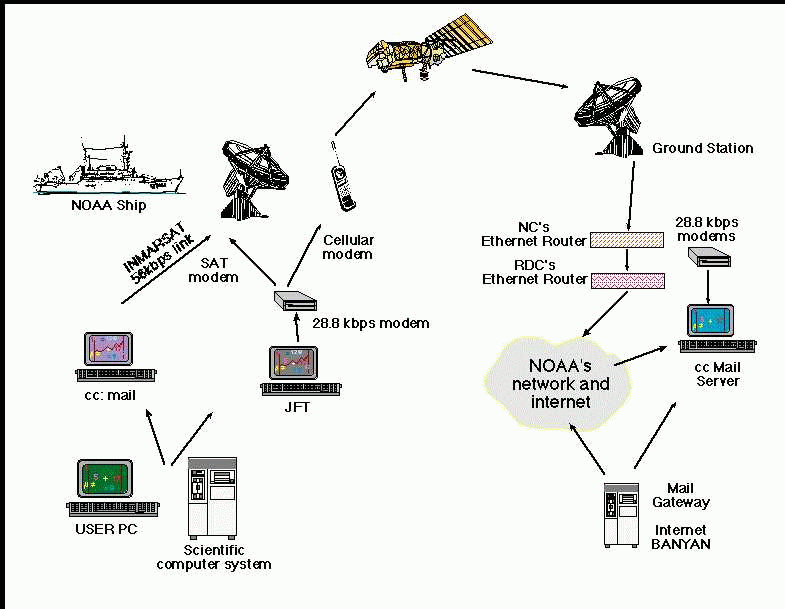
Hoje, a Web e a Internet permitem conectividade de praticamente qualquer lugar na Terra, em navios e até no mar e no espaço.

A World Wide Web, a Rede de alcance mundial em português ("WWW" ou simplesmente "Web") é um meio de comunicação global no qual utilizadores podem ler e escrever através de computadores conectados à Internet. O termo Web é usado erradamente como sinónimo da própria Internet, sendo a Web apenas um serviço que utiliza a Internet, assim como as mensagens de e-mail; a História da Internet antecede bastante a da Rede de alcance mundial.
A parte que tem hipertexto da Web tem uma história complicada; notáveis influências e precursores incluem o Memex de Vannevar Bush, a Standard Generalized Markup Language (SGML) da IBM e o Projeto Xanadu de Ted Nelson.
O conceito de um sistema de informações global/doméstico é tão antigo quanto en:A Logic Named Joe, uma pequena história de 1946 criada por Murray Leinster. Nela, todas as casas possuíam terminais de computador, chamados logics. Embora fosse um sistema centralizado de forma autônoma a história reflete o sentimento de ubiquidade da informação, que veio com a Web.

## Invenção da  World Wide Web
" Em Agosto de 1984 escrevi um artigo ao Chefe do Grupo SW (do CERN) Les Robertson, para descrever um projecto piloto a fim de instalar e avaliar o protocolo TCP/IP em algumas máquinas não Unix do CERN [...] Cerca de 1990 o CERN tinha se tornado o maior sítio da Internet da Europa [...] e do mundo. Um resultado chave de todos estes factos foi que cerca de 1989 a rede internet do CERN estava a tornar-se a medida a partir da qual Tim Berners-Lee viria a criar a World Wide Web como uma ideia verdadeiramente ideal... " - Ben Segal, Short History of Internet Protocols at CERN, April 1995  
O desenvolvimento da World Wide Web até 1991  começou em 1980, quando  o inglês Tim Berners-Lee, um funcionário contratado do  CERN - Organização Europeia para a Investigação Nuclear, na Suíça, desenvolveu o ENQUIRE, um projeto usado para reconhecer e armazenar associações de informações. Cada nova página no ENQUIRE deveria estar ligada a uma página existente.
Em 1984, Berners-Lee voltou ao CERN e se deparou com problemas de apresentação de informações: cientistas em volta do mundo precisavam compartilhar dados, utilizando plataformas e logiciários diferentes. Ele redigiu uma proposta em março de 1989 para um grande banco de dados com hiperligações, mas isso gerou pouco interesse.
Seu chefe, Mike Sendall, o encorajou a implementar seu sistema na recém adquirida estação de trabalho NeXT. Ele considerou vários nomes, incluindo Information Mesh, The Information Mine (o que foi recusado, pois é a abreviação de TIM, o seu próprio prenome) ou Mine of Information (também recusado porque abrevia MOI, que é eu, em francês), decidindo finalmente por World Wide Web.

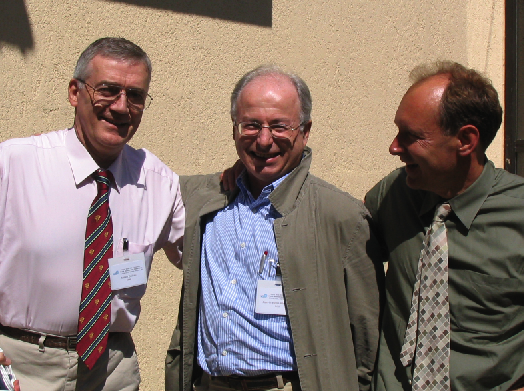
Robert Cailliau, Jean-François Abramatic (W3C) e Tim Berners-Lee no décimo aniversário do Consórcio WWW.

Ele teve um colaborador entusiasmado em Robert Cailliau, que reescreveu a proposta  (publicada em Maio de 1990) e conseguiu recursos no próprio CERN. Berners-Lee e Cailliau defenderam sua ideias na Conferência Europeia de Tecnologia de Hypertexto em setembro 1990, mas não acharam investidores interessados na perspectiva de unir o hipertexto com a Internet.
No natal de 1990, Berners-Lee tinha construído as ferramentas necessárias para o funcionamento da Web: o Protocolo de Transferência de Hipertexto (HTTP), a Linguagem de marcação de hipertextos (HTML), o primeiro navegador (browser), chamado WorldWideWeb, o primeiro servidor HTTP (conhecido depois como CERN httpd), o primeiro servidor web o http://info.cern.ch e  as primeiras páginas Web que descreviam o projeto todo.
O browser podia acessar grupos de notícias e também arquivos FTP. Porém, ele podia rodar apenas no NeXT; Nicola Pellow então criou um navegador para texto que podia rodar em quase todos os computadores como Unix, Microsoft DOS. Para encorajar a sua utilização no CERN, eles colocaram a lista de telefones do CERN na Web e os  usuários tinham que fazer o login no mainframe apenas para ver números telefónicos.
Paul Kunz do Centro de Aceleração Linear de Stanford (SLAC) visitou o CERN em maio de 1991 e ficou apaixonado pela Web. Levou consigo o NeXT para o SLAC, onde a bibliotecária Louise Addis adaptou-o para o Sistema operativo VM/CMS no  Mainframe IBM como um modo de mostrar o catálogo de documentos do SLAC em linha (online); foi o primeiro servidor web fora da Europa e o primeiro na América do Norte.
No dia 6 de agosto de 1991, Berners-Lee publicou um pequeno resumo do projeto da World Wide Web no alt.hypertext newsgroup. Essa data  marca o nascimento da Web como um serviço público da Internet.
O projecto WorldWideWeb (WWW) tem por objectivo permitir que todas as ligações possa ser feitas com qualquer informação, não importa onde ela se encontre. [...] O projecto WWW foi lançado para permitir que os físicos de altas energias possam trocar informações, notícias e documentos. Estamos muito interessados em alargar a web a outras áreas e ter servidores de portas de ligação (Gateway) para outros dados. Os colaboradores são bem-vindos! - da primeira mensagem de Tim Berners-Lee. 
Curiosamente, uma das primeiras contribuições do CERN na Web foi a do grupo burlesco musical feminino Les Horribles CERNettes (as Horríveis raparigas do CERN), cujas imagens de promoção passam por ser das primeiras imagens da Web.

## Desenvolvimento entre 1992 a 1995
Ligados desde o nascimento no CERN, os primeiros a adotar a World Wide Web foram os departamentos de pesquisa das universidades ou laboratórios de física, como Fermilab e SLAC.
Os primeiros Websites mesclavam ligações utilizando tanto o protocolo HTTP como o então popular protocolo Gopher, que provinha acesso ao conteúdo por meio de menus apresentados como sistema de arquivo ao invés de arquivos HTML. Os primeiros utilizadores da Web navegavam ora salvando cada página consultada nos  favoritos (bookmarks), como no primeiro sítio (português europeu) ou site (português brasileiro) web de Berners-Lee, http://info.cern.ch/ , ora consultando listas com informações atualizadas tais como as páginas das novidades - "What's New" - do National Center for Supercomputing Applications (NCSA). Alguns sítios também eram indexados por Wide area information server (WAIS) o que permitia aos utilizadores enviar pesquisas de informações semelhantes aos posteriores motor de pesquisa.

## Primeiros navegadores
Até Abril de 1992, os navegadores só mostravam informações em formato texto, altura em que apareceram os primeiros navegadores que permitiam a visualização de gráficos, o Erwise, uma aplicação desenvolvida na Universidade de Tecnologia de Helsínquia, e um outro  ViolaWWW criado em Maio por Pei-Yuan Wei, que permitiam não só ver os gráficos como animações. Os dois programas funcionavam tanto no X Window System como em Unix.
O grande impulso à WWW foi a introdução de Mosaic em 1993, um navegador gráfico criado na NCSA sobre a direcção de Marc Andreessen  para ser integrado no Website da Universidade de Ilinóis onde ele e Eric Bina haviam começado no ano anterior a desenvolver a ideia de um navegador multi-plataformas. Depois da graduação Marc Andreessen associou-se a um anterior chefe da Silicon Graphics e iniciaram a comercialização o Mosaic que passou a chamar-se Netscape em  Abril 1994.

## Expansão da Web
Todos os anos se realiza uma Conferência Internacional da World Wide Web   e a primeira foi organizada no CERN por Robert Cailliau em Maio de 1994
 -  -. Em Abril de 1993 o CERN abriu o protocolo da Web para utilização pública livre de royalties, em reacção à Universidade de Minesota ter informado que ia cobrir direitos de utilização do protocolo Gopher.

### W3C
Em setembro de 1994, Berners-Lee fundou o Consórcio da World Wide Web (W3C) no Instituto de Tecnologia de  Massachusetts com o apoio da DARPA  dos E.U.A. e a Comissão Europeia. Tal como o havia feito o CERN, o W3C também deixou libre acesso ao código para ser implementado sem pagamento de direitos.
Em 2002 aparece a Web 2.0 e Tim Berners-Lee previsualiza assim a Web semântica  :
Espero que a Web se torne capaz de analisar toda a informação e dados, ligações e transacções entre pessoas e computadores. Ainda se tem que inventar uma Web semântica capaz de tal realizar coisa, mas quando ela chegar o dia-a-dia do comércio, da burocracia e as nossas vidas de todos os dias vai fazer-se com máquinas que falam com máquinas.

### Comercialização da Web
Foi entre 1999 e 2001 que se assistiu à explosão dos .com e há quem o compare ao desenvolvimento dos comboios dos anos 1840, do automóvel no início do século XX, da rádio dos anos 1920 e aos computadores caseiros dos anos 1980.
Em breve se seguiram todos os E-comércios, e E-ciência antes da explosão da computação em grelha,  outra invenção do CERN para satisfazer as enorme exigência de cálculo necessário  nas experiências do LHC.

## Primeiros sistemas da WWW
- Servidor Web num NeXT Computer utilizado por Sir Tim Berners-Lee no CERN
- Certamente um dos primeiros routers IP na Europa, um Cisco ASM/2-32EM
- Placa comemorativa do navegador web Mosaic na NCSA

Ao lado do computador vê-se uma cópia do documento "«Information Management: A Proposal» (em inglês). ",  a proposição de Berners-Lee ao seu chefe, nos finais dos anos 80, para a criação da  World Wide Web. Sobre o computador mesmo e a vermelho DO NOT POWER IT DOWN!! Esta máquina é um servidor, NÃO O DESLIGUE!!

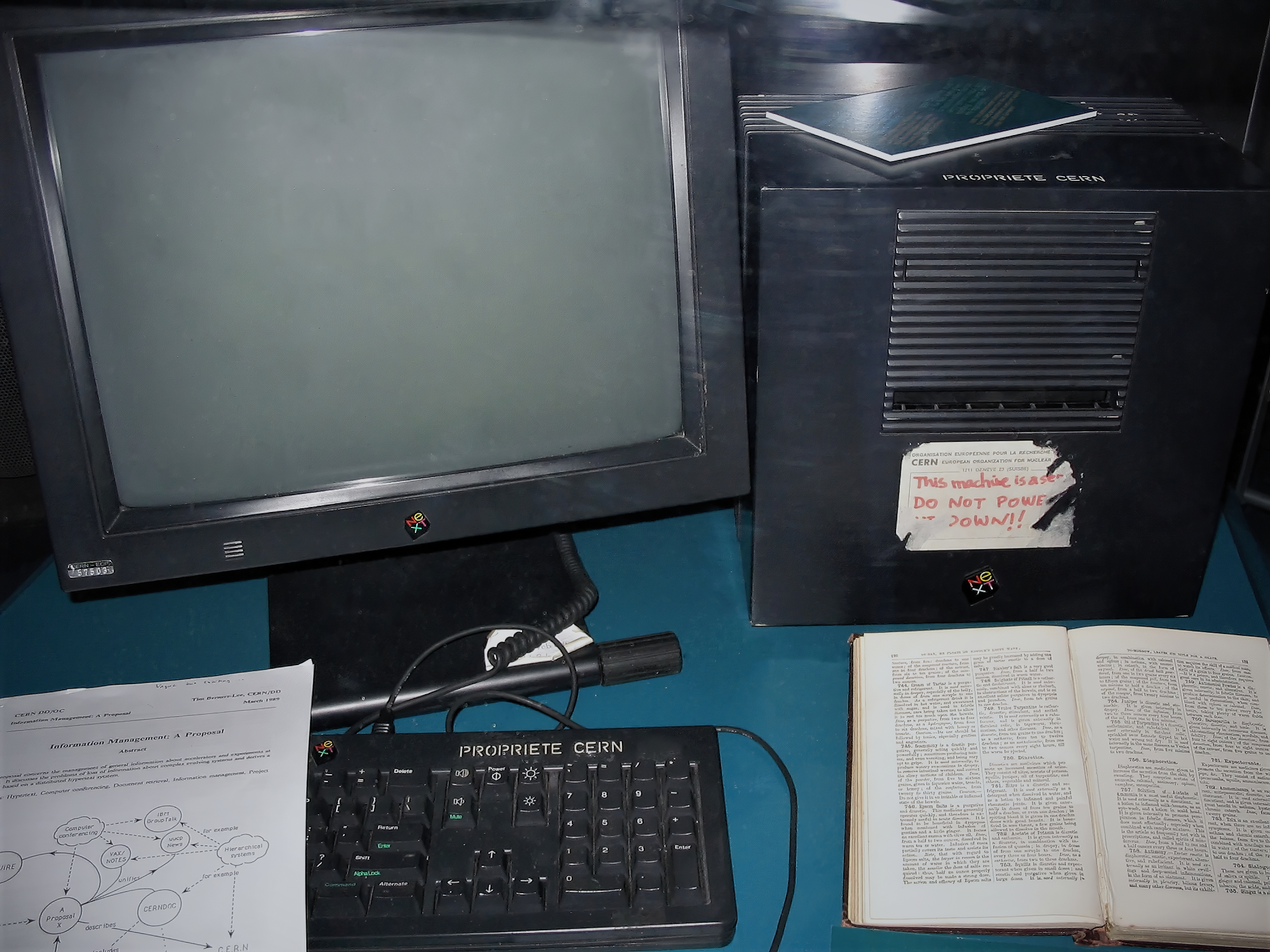
Servidor Web
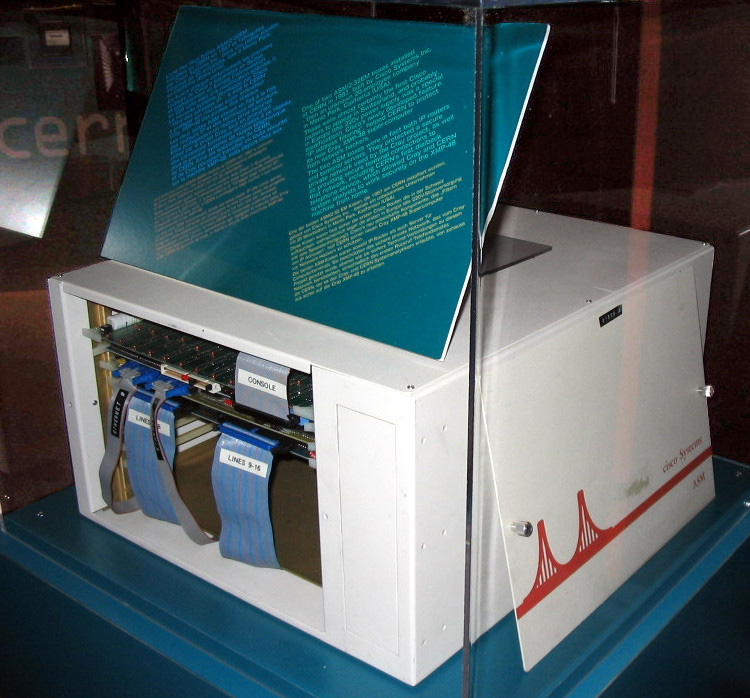
Router
Navegador Mosaic Navegador Mosaic

## Internet Society
Membro fundador da Internet Society, o CERN, na Suíça, onde está instalado o Grande Colisor de Hádrons, festejou o vigésimo aniversário da sua fundação durante uma conferência, no CERN, do 22 ao 24 de Abril 2012  

## Leitura complementar
- FAQ: to Tim Berners-Lee (Eng) - http://www.w3.org/People/Berners-Lee/FAQ.html
- "A Short History of Internet Protocols at CERN" -  Abril 1995 (Eng)  - http://ben.home.cern.ch/ben/TCPHIST.html